# Peristicta jalmosi
Peristicta jalmosi är en trollsländeart som beskrevs av Pessacq och Costa 2007. Peristicta jalmosi ingår i släktet Peristicta och familjen Protoneuridae. Inga underarter finns listade i Catalogue of Life.